# Kira Kirillovna af Rusland
Kira Kirillovna af Rusland (russisk: Кира Кири́лловна Романова; tr. Kira Kirillovna Romanova) (9. maj 1909 — 8. september 1967) var en russisk storfyrstinde, der var datter af storfyrst Kirill Vladimirovitj af Rusland og prinsesse Victoria Melita af Sachsen-Coburg og Gotha.

## Biografi

### Tidlige liv
Kira Kirillovna blev født den 9. maj 1909 i Paris i Frankrig. Hun var det andet barn af storfyrst Kirill Vladimirovitj af Rusland i hans ægteskab med prinsesse Victoria Melita af Sachsen-Coburg og Gotha.

### Ægteskab
Storfyrstinde Kira giftede sig den 2. maj 1938 i Potsdam i Preussen med den tyske tronprætendent prins Louis Ferdinand af Preussen, der var den næstældste søn af kronprins Wilhelm af Preussen og hertuginde Cecilie af Mecklenburg-Schwerin. I ægteskabet blev der født syv børn:
1. Friedrich Wilhelm af Preussen (1939-), gift 1967 med Waltraud Freytag, senere skilt, to børn. Gift anden gang 1976 med Ehrengard von Reden, senere skilt, tre børn. Gift tredje gang med Sibylle Kretschmer. Frasagde sig sine arverettigheder i 1967.
2. Michael af Preussen (1940-), gift 1966 med Jutta Jörn, senere skilt, to børn. Gift anden gang med Brigitte von Dallwitz, ingen børn. Frasagde sig sine arverettigheder i 1966.
3. Marie Cècile af Preussen (1942-), gift 1965 med Friedrich August af Oldenburg, skilt i 1989, tre børn.
4. Kira af Preussen (1943-2004), gift 1973 med Thomas Frank Liepsner, skilt 1984, ét barn.
5. Louis Ferdinand af Preussen (1944-1977), gift 1975 med baronesse Donata Emma af Castell-Rüdenhausen og fik to børn, den ene efter sin egen død.
6. Christian-Sigismund af Preussen (1946-), gift 1984 med komtesse Nina Helene Lydia Alexandra Reventlow, to børn. Han har desuden et barn fra tidligere forhold med Christiane Grandmontagne.
7. Xenia af Preussen (1949-1992), gift 1973 med Per-Edvard Lithander og skilt 1978, to børn.

### Død
Prinsesse Kira døde 58 år gammel den 8. september 1957 i Saint-Briac-sur-mer i Bretagne i Frankrig.

## Eksterne links
- Wikimedia Commons har flere filer relateret til Kira Kirillovna af Rusland